# Cúp Vàng CONCACAF 1991
Cúp Vàng CONCACAF 1991 là Cúp Vàng CONCACAF lần đầu tiên, do CONCACAF tổ chức được đổi tên từ giải vô địch bóng đá CONCACAF.
Giải đấu được diễn ra tại các thành phố Los Angeles và Pasadena thuộc bang California, Hoa Kỳ. Giải đấu có 8 đội tham dự, chia làm 2 bảng 4 đội để chọn ra 4 đội đứng đầu bảng giành quyền vào bán kết. Hoa Kỳ giành chức vô địch đầu tiên sau khi vượt qua Honduras 4–3 trến chấm 11m sau 120 phút thi đấu chung kết với tỉ số hòa 0–0.

## Các đội giành quyền tham dự
| Đội                             | Tư cách qua vòng loại                      | Các lần tham dự trước |
| Đương kim vô địch               | Đương kim vô địch                          | Đương kim vô địch     |
| ------------------------------- | ------------------------------------------ | --------------------- |
| Costa Rica                      | Vô địch giải vô địch bóng đá CONCACAF 1989 | Lần đầu               |
| Vùng Bắc Mỹ                     |                                            |                       |
| Hoa Kỳ                          | Chủ nhà                                    | Lần đầu               |
| México                          | Dự thẳng                                   | Lần đầu               |
| Canada                          | Dự thẳng                                   | Lần đầu               |
| Top 2 Cúp Caribe 1991           |                                            |                       |
| Jamaica                         | Vô địch                                    | Lần đầu               |
| Trinidad và Tobago              | Á quân                                     | Lần đầu               |
| Top 3 Cúp bóng đá Trung Mỹ 1991 |                                            |                       |
| Honduras                        | Á quân                                     | Lần đầu               |
| Guatemala                       | Hạng ba                                    | Lần đầu               |

## Địa điểm
| Los Angeles       | Pasadena         |
| ----------------- | ---------------- |
| Memorial Coliseum | Rose Bowl        |
| Sức chứa: 93.607  | Sức chứa: 92.542 |
|                   |                  |

## Vòng bảng

### Bảng A
| Đội      | Số trận | Thắng | Hòa | Thua | Bàn thắng | Bàn thua | Hiệu số | Điểm |
| -------- | ------- | ----- | --- | ---- | --------- | -------- | ------- | ---- |
| Honduras | 3       | 2     | 1   | 0    | 10        | 3        | +7      | 5    |
| México   | 3       | 2     | 1   | 0    | 8         | 3        | +5      | 5    |
| Canada   | 3       | 1     | 0   | 2    | 6         | 9        | –3      | 2    |
| Jamaica  | 3       | 0     | 0   | 3    | 3         | 12       | –9      | 0    |

| Canada            | 2–4      | Honduras                                                    |
| ----------------- | -------- | ----------------------------------------------------------- |
| Mitchell 66', 80' | Chi tiết | Bennett 28' (ph.đ.) · Espinoza 34' · Cálix 41' · Flores 51' |

| México                                                           | 4–1       | Jamaica  |
| ---------------------------------------------------------------- | --------- | -------- |
| Galindo 28' (ph.đ.), 54' (ph.đ.) · Zaguinho 36' · Hermosillo 58' | Chi tiếrt | Reid 39' |

| Jamaica | 0–5      | Honduras                                                  |
| ------- | -------- | --------------------------------------------------------- |
|         | Chi tiết | Cálix 27', 51' · Anariba 31' · Bennett 69' · Yearwood 89' |

| Canada     | 1–3      | México                                                |
| ---------- | -------- | ----------------------------------------------------- |
| Lowery 83' | Chi tiết | Hermosillo 3' · de la Torre 40' · Galindo 89' (ph.đ.) |

| Jamaica               | 2–3      | Canada                                    |
| --------------------- | -------- | ----------------------------------------- |
| Wright 42' · Reid 63' | Chi tiết | Mitchell 34' · Miller 54' · Limniatis 60' |

| México         | 1–1      | Honduras   |
| -------------- | -------- | ---------- |
| Hermosillo 57' | Chi tiết | Anariba 9' |

### Bảng B
| Đội                | Số trận | Thắng | Hòa | Thua | Bàn thắng | Bàn thua | Hiệu số | Điểm |
| ------------------ | ------- | ----- | --- | ---- | --------- | -------- | ------- | ---- |
| Hoa Kỳ             | 3       | 3     | 0   | 0    | 8         | 3        | +5      | 6    |
| Costa Rica         | 3       | 1     | 0   | 2    | 5         | 5        | 0       | 2    |
| Trinidad và Tobago | 3       | 1     | 0   | 2    | 3         | 4        | –1      | 2    |
| Guatemala          | 3       | 1     | 0   | 2    | 1         | 5        | –4      | 2    |

| Costa Rica                | 2–0      | Guatemala |
| ------------------------- | -------- | --------- |
| R. Gómez 14' · Flores 17' | Chi tiết |           |

| Hoa Kỳ                  | 2–1      | Trinidad và Tobago |
| ----------------------- | -------- | ------------------ |
| Murray 85' · Balboa 87' | Chi tiết | Lewis 67'          |

| Trinidad và Tobago     | 2–1      | Costa Rica |
| ---------------------- | -------- | ---------- |
| Lewis 38' · Thomas 89' | Chi tiết | Medford 6' |

| Guatemala | 0–3      | Hoa Kỳ                               |
| --------- | -------- | ------------------------------------ |
|           | Chi tiết | Murray 11' · Quinn 46' · Wynalda 52' |

| Trinidad và Tobago | 0–1      | Guatemala |
| ------------------ | -------- | --------- |
|                    | Chi tiết | Espel 89' |

| Hoa Kỳ                                              | 3–2      | Costa Rica              |
| --------------------------------------------------- | -------- | ----------------------- |
| Vermes 6' · Pérez 49' (ph.đ.) · Marchena 59' (l.n.) | Chi tiết | Arguedas 30' · Jara 33' |

## Vòng đấu loại trực tiếp

### Sơ đồ
|  | Bán kết                       | Bán kết  |                               |       | Chung kết | Chung kết |
|  |                               |          |                               |       |           |           |
|  | 5 tháng 7 – Memorial Coliseum |          |                               |       |           |           |
|  |                               |          |                               |       |           |           |
|  | Honduras                      | 2        |                               |       |           |           |
|  | Honduras                      | 2        | 7 tháng 7 – Memorial Coliseum |       |           |           |
|  | Costa Rica                    | 0        |                               |       |           |           |
|  | Costa Rica                    | 0        | Hoa Kỳ                        | 0 (4) |           |           |
|  | 5 tháng 7 – Memorial Coliseum |          | Hoa Kỳ                        | 0 (4) |           |           |
|  |                               | Honduras | 0 (3)                         |       |           |           |
|  | Hoa Kỳ                        | Honduras | 0 (3)                         | 2     |           |           |
|  | Hoa Kỳ                        |          |                               | 2     |           |           |
|  | México                        | 0        |                               |       |           |           |
|  | México                        | 0        | Tranh hạng ba                 |       |           |           |
|  |                               |          |                               |       |           |           |
|  | 7 tháng 7 – Memorial Coliseum |          |                               |       |           |           |
|  |                               |          |                               |       |           |           |
|  | México                        | 2        |                               |       |           |           |
|  | México                        | 2        |                               |       |           |           |
|  | Costa Rica                    | 0        |                               |       |           |           |

### Bán kết
| Honduras                 | 2–0      | Costa Rica |
| ------------------------ | -------- | ---------- |
| Bennett 37' · Flores 79' | Chi tiết |            |

| Hoa Kỳ                 | 2–0      | México |
| ---------------------- | -------- | ------ |
| Doyle 48' · Vermes 64' | Chi tiết |        |

### Tranh hạng ba
| México                  | 2–0      | Costa Rica |
| ----------------------- | -------- | ---------- |
| Farfán 9' · Galindo 89' | Chi tiết |            |

### Chung kết
| Hoa Kỳ                                                                | 0–0 (s.h.p.) | Honduras                                                                   |
| --------------------------------------------------------------------- | ------------ | -------------------------------------------------------------------------- |
|                                                                       | Chi tiết     |                                                                            |
| Loạt sút luân lưu                                                     |              |                                                                            |
| Balboa · Vermes · Pérez · Caligiuri · Eck · Quinn · Kinnear · Clavijo | 4–3          | Castro · Anariba · Yearwood · Flores · Zapata · Cálix · Vallejo · Espinoza |

### Vô địch
| Vô địch Cúp Vàng CONCACAF 1991 Hoa Kỳ Lần thứ nhất |

## Danh sách cầu thủ ghi bàn
4 bàn
- Benjamín Galindo

3 bàn
| - Dale Mitchell - Eduardo Bennett | - Luis Calix | - Carlos Hermosillo |

2 bàn
| - Marco Antonio Anariba - Eugenio Dolmo Flores | - Roderick Reid - Leonson Lewis | - Bruce Murray - Peter Vermes |

1 bàn
| - John Limniatis - Jamie Lowery - Colin Miller - Juan Carlos Arguedas - Leonidas Flores - Róger Gómez - Claudio Jara | - Hernán Medford - Luis Espel - Juan Carlos Espinoza - Gilberto Yearwood - Héctor Wright - Luis Roberto Alves - Gonzalo Farfán | - José Manuel de la Torre - Alvin Thomas - Marcelo Balboa - John Doyle (cầu thủ bóng đá)John Doyle - Hugo Pérez - Brian Quinn - Eric Wynalda |

phản lưới nhà
- Héctor Marchena (trong trận gặp  Hoa Kỳ)

## Bảng xếp hạng giải đấu
| Đội | Đội                | Số trận | Thắng | Hòa | Thua | Bàn thắng | Bàn thua | Hiệu số |
| --- | ------------------ | ------- | ----- | --- | ---- | --------- | -------- | ------- |
| F   | Hoa Kỳ             | 5       | 4     | 1   | 0    | 10        | 3        | +7      |
| F   | Honduras           | 5       | 3     | 2   | 0    | 12        | 3        | +9      |
| S   | México             | 5       | 3     | 1   | 1    | 10        | 5        | +5      |
| S   | Costa Rica         | 5       | 1     | 0   | 4    | 5         | 9        | -4      |
| 1   | Trinidad và Tobago | 3       | 1     | 0   | 2    | 3         | 4        | -1      |
| 1   | Canada             | 3       | 1     | 0   | 2    | 6         | 9        | -3      |
| 1   | Guatemala          | 3       | 1     | 0   | 2    | 1         | 5        | -4      |
| 1   | Jamaica            | 3       | 0     | 0   | 3    | 3         | 12       | -9      |